# Акото, Эрик
Эрик Акото (фр. Éric Akoto; 20 июня 1980, Аккра, Гана) — тоголезский футболист, игравший на позиции защитника. В прошлом игрок сборной Того, участник чемпионата мира 2006.

## Карьера
Начал карьеру в ганском «Либерти Профешионалс», откуда в 1998 году переехал в Европу, подписав контракт с австрийским «Грацером». За команду провёл 54 игры, забив два мяча.
В 2002 году перешёл в венскую «Аустрию».
Затем выступал за различные клубы в Австрии и немецкий «Рот-Вайсс» из Эрфурта. В январе 2008 года находился на просмотре в «Блэкпуле», но попасть в команду не сумел. Летом 2008 года подписал контракт с «Капфенбергом», в 2009 сначала уехал играть в Израиль, затем на Крит.
В июле 2010 года переехал в Австралию, подписав контракт с «Норт Квинсленд Фьюри». В игре против «Мельбурн Виктори» отметился стычкой с Кевином Мускатом и красной карточкой. За австралийскую команду провёл 15 матчей и в декабре 2011 года вернулся в Европу, перейдя в мальтийскую «Флориану».
Покинул «Флориану» в 2012 году, после чего играет в различных полупрофессиональных клубах в Австрии.

## Сборная
Несмотря на то, что Акото родился в Гане, выступал за сборную Того. В 2006 году вошёл в заявку команды на чемпионат мира.
8 января 2010 года находился в автобусе сборной, который подвергся нападению.

## Достижения
ГАК:
- Обладатель кубка Австрии: 2001/02

 Аустрия Вена:
- Чемпион Австрии: 2002/03
- Обладатель кубка Австрии: 2002/03